# Lillbosjön, Östergötland
Lillbosjön är en sjö i Valdemarsviks kommun i Östergötland och ingår i Söderköpingsåns huvudavrinningsområde.